# Anke Kuhbier

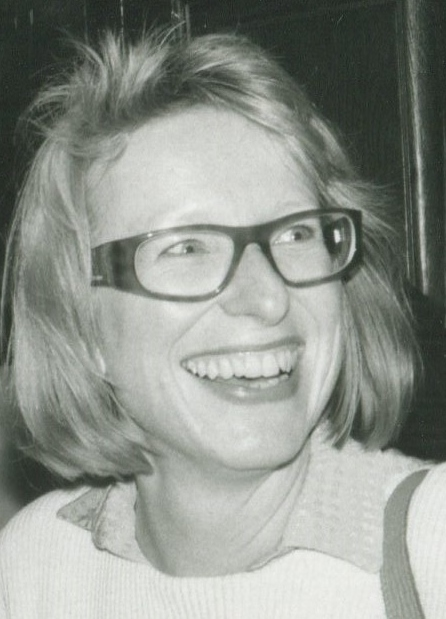
Anke Kuhbier

Inge-Anke Kuhbier  (geb. Heller; * 1. Januar 1943 in Berlin; † 30. Juli 2018) war eine Hamburger Politikerin der Sozialdemokratischen Partei Deutschlands und Mitglied der Hamburgischen Bürgerschaft.

## Leben
Nach dem Abitur am  Bertha-Lyzeums in Groß Flottbek und abgebrochener Ausbildung zur Gebrauchsgrafikerin an der Berufsfach-Kunstschule Alsterdamm zog sie mit 21 Jahren in die USA. Dort heiratete sie, bekam einen Sohn und kehrte nach zweieinhalb Jahren – als verwitwete Mac Arthur – mit ihrem Kind nach Hamburg zurück. Ab 1970 war sie verheiratet mit dem späteren Hamburger Senator Jörg Kuhbier, mit dem sie zwei weitere Kinder hatte.
1991 war sie Mitbegründerin der „Gesellschaft zur Förderung der Gartenkultur e.V.“ mit Sitz in Berlin. Nach ihrer Zeit im Parlament schrieb sie Gartenbücher mit dem Schwerpunkt Rosen, unter anderem Die schönsten Rosen und Monets Garten.

## Politik
Sie trat 1967 in die SPD ein und war Beisitzerin im Juso-Landesvorstand. Neben anderen Ämtern als Kommunalpolitikerin war sie unter anderem 15 Jahre Mitglied der Bezirksversammlung Hamburg-Eimsbüttel, davon sieben Jahre als Vorsitzende.
1978 kandidierte sie erstmals – auf dem SPD-Listenplatz 97 – für einen Abgeordnetensitz in der Hamburgischen Bürgerschaft.
Von 1991 bis 1997 saß sie in der Hamburgischen Bürgerschaft. Dort waren ihre Schwerpunkte Schule und Kultur, die sie auch in den jeweiligen Ausschüssen vertrat.
Sie war Deputierte der Kulturbehörde und Vorsitzende des Kulturforums Hamburg.